# Berrak Tüzünataç
Berrak Tüzünataç, född 1984 i Yalova, är en turkisk TV- och filmskådespelare.

## Filmer
- Beyza'nın Kadınları (2005)
- Ödünç Hayat (2005)
- Organize İşler (2005)
- Kıskanmak (2009)
- Akrep Çemberi (2010)
- Ejder Kapanı (2010)
- Bir Avuç Deniz (2011)
- Çanakkale: Yolun Sonu (2013)

## TV-serier
- Affedilmeyen (2007)
- Elveda Rumeli (2007)
- Bu Kalp Seni Unutur mu? (2009)
- Ezel (2010)
- Lögnen (Son) (2012)